# Xuân Bảo
Xuân Bảo là một xã thuộc huyện Cẩm Mỹ, tỉnh Đồng Nai, Việt Nam.
Xã Xuân Bảo có diện tích 21,64 km², dân số năm 2014 là 10.722 người, mật độ dân số đạt 496 người/km².

## Hành chính
Xã Xuân Bảo được chia thành 3 ấp: Nam Hà, Tân Hạnh, Tân Mỹ.